# Stygophalangium karamani
Stygophalangium karamani is een hooiwagen uit de familie Stygophalangiidae.